# Casino

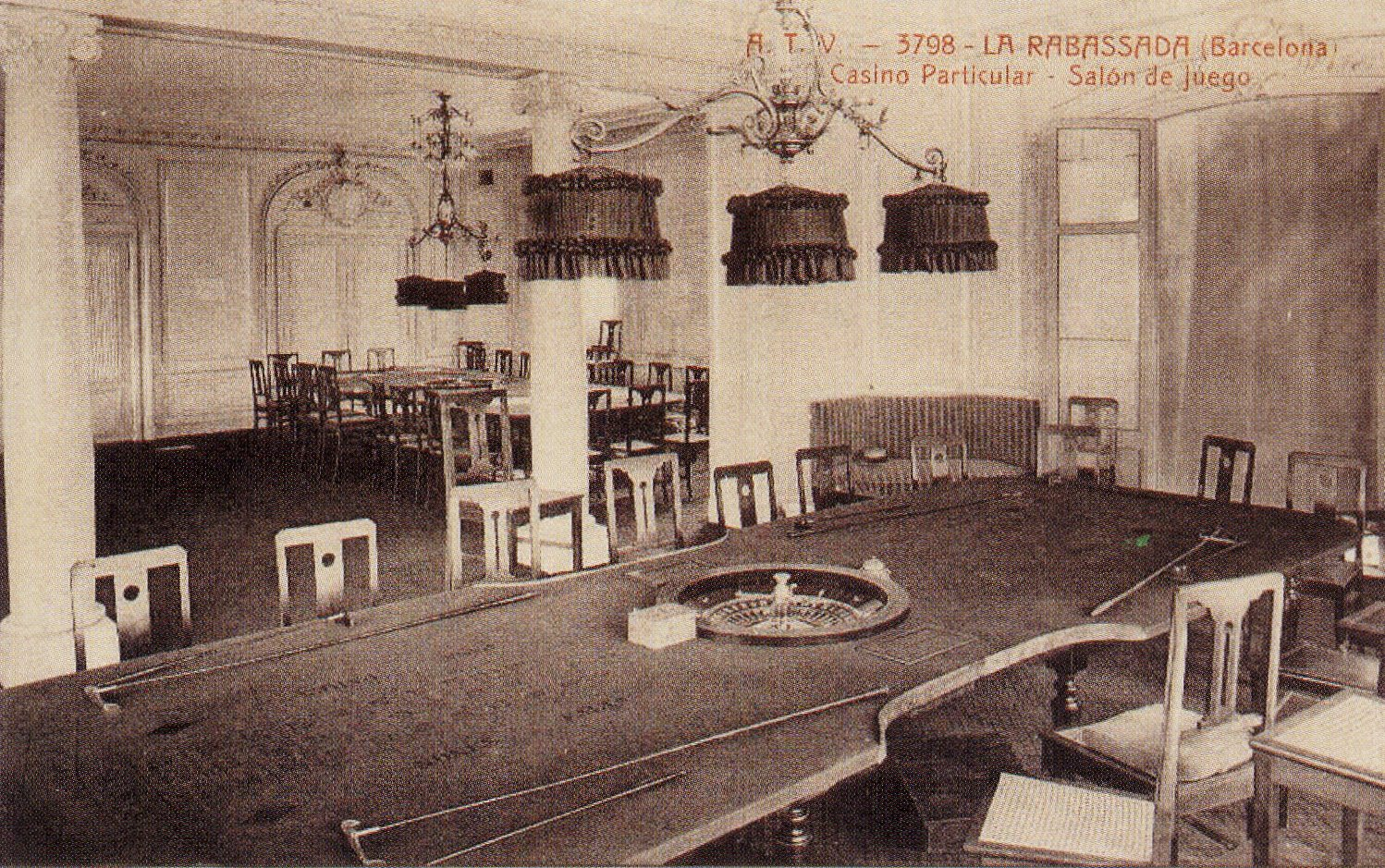
Interior del Casino de l'Arrabassada, un complex de luxe que incloïa un hotel i un casino, situat a la carretera de la Rabassada, al terme municipal de Sant Cugat del Vallès. El 1932 s'intentà convertir aquest casino cultural en un casino de joc.

Casino és un establiment públic dedicat a les activitats d'oci i esbarjo. Sota aquest nom es poden trobar dos tipus de societats amb diferents fins: els casinos culturals (similar als clubs, centres, cercles, ateneus, etc.) i els casinos de joc com establiments autoritzats oficialment per a la pràctica de jocs d’atzar.

## Casino cultural

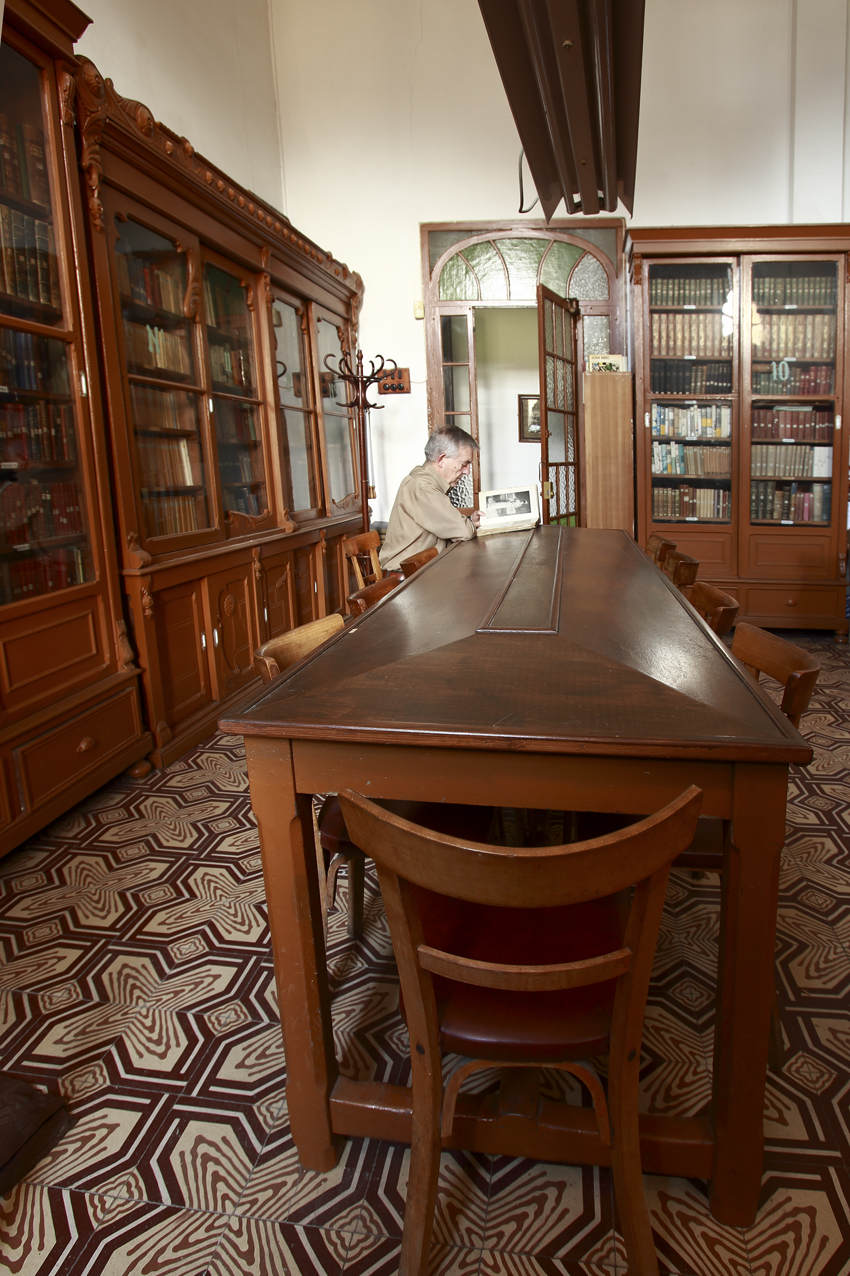
Detall de la biblioteca del Casino dels nois o Casino La Constància de Sant Feliu de Guixols. Els casinos guixolencs amb casal propi, obert tot l’any, eren només tres: el dels Senyors, el dels Nois i el de la Gorga. El casino dels senyors tenia els socis més adinerats i conservadors com grans hisendats i fabricants, caps de la burgesia, que donava a la vila els batlles municipals, i antics emigrants a Amèrica i que al cap de vint-i-cinc, trenta o quaranta anys,tornaven enriquits. L'altra casino era el dels nois (de 1851) que designava, sobretot, els “progressistes”.

Societat de caràcter cultural i lúdic on els socis es reuneixen per conversar, llegir, jugar, etc. És un espai que també es pot anomenar club, centre, cercle o ateneu. El Casino l'Aliança del Poblenou n'és un exemple, així com el Casino de Vic. Els casinos van ser els veritables centres de la vida cultural i associativa. Nascuts com a llocs per propiciar les relacions socials, l’esbarjo i la convivència, hi eren freqüents els balls, els concerts, les activitats festives com carnaval, representacions teatrals o les tertúlies.
Aquesta tipologia de casino té els seus orígens al segle xix, moment en el qual la noblesa i la burgesia s'estableixen a les ciutats i usen els casinos com a llocs de trobada i esbarjo. Aquests, eren espais privats i d'accés reservat únicament als seus socis, protegits de l'agitació urbana i del control públic. Sovint es creaven diverses entitats similars al mateix municipi vinculades a la tendència política o al grup professional, com els casinos agrícoles o els casinos republicans. L'accés a aquestes entitats es regulava mitjançant quotes elevades i la demanda habitual de derrames. El marc legal el moment, a més, obligava que les entitats d'aquest tipus, així com els ateneus, estiguessin deslligats d'ideals polítics.
Als Països Catalans han destacat el Casino Balear (1841), el Casino Gerundense (1845), el Casino Barcelonès (1845), el Casino Mercantil Barcelonès, el Casino Llagosterenc (1856), el de l'Aliança del Poblenou (1870), el Casino Reusense  (1850), el Gran Casino del Foment de Terrassa, el Casino del Masnou (1876), el d’Alacant (1884), el Casino - Club de Ritme (1880) de Granollers, l'Ateneu Canetenc de Canet de Mar (amb un edifici de Domènech i Montaner del 1887), el Casino Militar de Barcelona, el Casino Artesà de Vilanova i la Geltrú, el Casino Artesano de Manresa (1879), etc.
La divisió per classes socials a les ciutats industrials del segle xix va propiciar que les ciutats tinguessin més d'un casino. Per exemple a Terrassa els més destacats van ser El Casino de los Artesanos (1859), que acollia les classes mitjanes i el casino conegut com el “dels Senyors” (1851), que reunia l’alta burgesia i que es va fusionar amb el Círcol Egarenc, l’any 1895. El Gran Casino de Terrassa, anomenat “el casino dels senyors”, es va crear el 1920 i provenia de la dissidència d’un grup de socis d’un altre casino —el Círculo Egarense— en negar-se a acceptar la catalanització del nom i les activitats. La seu de la nova institució s'encarregà a l’arquitecte Lluís Muncunill i va ser inaugurat el 1923.

## Casino de joc

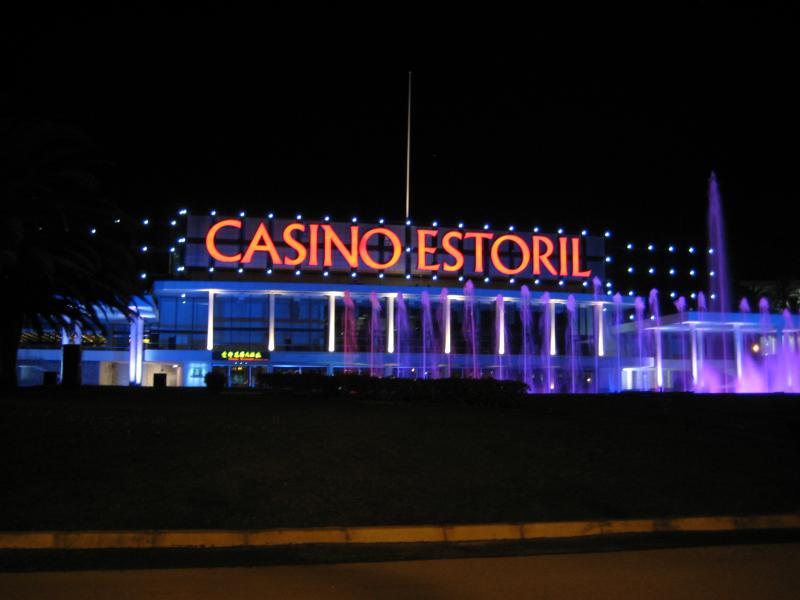
El Casino Estoril de Portugal és el més gran d'Europa.

Establiment recreatiu de luxe que està autoritzat oficialment per oferir jocs d'atzar, envit i contrapartida. Normalment els casinos estan situats dins de complex turístics junt amb hotels, restaurants, discoteques o integrats dins de vaixells creuers.
Els casinos obtenen elevats rendiments econòmics a causa de les característiques dels jocs que sempre donen un marge d'avantatge a la banca.

### Història dels casinos de joc

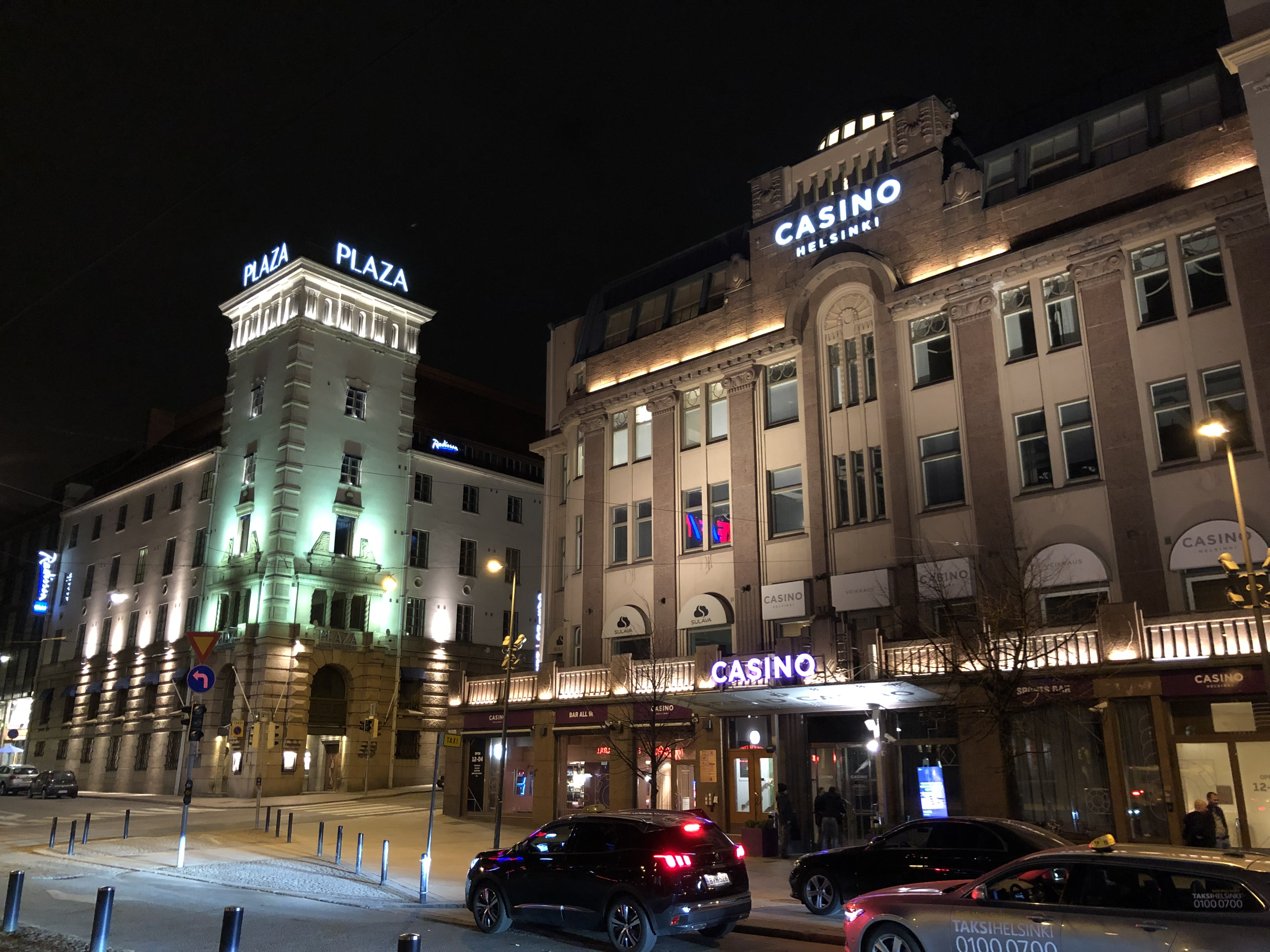
El Casino Helsinki de Finlàndia dona tots els guanys a beneficència; és, doncs, un cas únic.

La paraula prové de les cases de camp –casini- que estaven integrades dins de palaus o viles italianes i que servien per a l'esbargiment dels nobles del segle xvii. Una d'aquestes distraccions eren els jocs d'atzar.
Les primeres sales de joc legals -i subjectes a obligacions fiscals- foren les ‘tafurerias' instaurades al Regne de Castella durant el regnat d'Alfons X de Castella, al segle XIV. A les ‘tafurerias' els jugadors s'enfrontaven entre ells. Posteriorment, el 1638, s'inaugura el Ridotto di San Moisé, a Venecia. Fou la primera casa de joc legal on els clients jugaven contra representants de la casa. Aquest tipus de negoci va emergir ràpidament arreu d'Europa (gaming halls, académies de jeux...) i durant el segle xviii comencen a funcionar balnearis amb sales de joc (Bad Ems, La Redoute...). A Espanya Carles III va crear la Loteria Nacional el 1763, gràcies a la qual es va poder finançar la Guerra d'Independència.
A finals del segle xix, es va emprar a França el terme casino per a referir qualsevol indret públic on tenien lloc activitats recreatives (joc, esports, saló de lectura...). No obstant, a França es va restringir aquests establiments amb jocs d'atzar als casinos d'alguns balnearis. El 1863, s'inaugura el Casino de Montecarlo que ràpidament esdevé el referent del joc arreu del món. Aviat se'n feu a Mònaco, a Vichy i Deauville.
Als Estats Units, el joc havia estat tolerat a salons i clubs fins a la legalització del joc a Nevada (1931). Els casinos i mega-complex turístics construïts a la ciutat de Las Vegas prengueren el relleu de Montecarlo com a capital mundial del joc. Avui dia la ciutat xinesa de Macau està en procés de superar Las Vegas com a principal generador d'ingressos de la indústria del joc.
A Espanya, els casinos de joc van ser prohibits des del 1924 per Primo de Rivera, exceptuant les loteries. El franquisme va prohibir els casinos de joc fins a la legalització del joc el 1977. Malgrat tot, al pas del segle xix al xx, a Catalunya funcionaven il·legalment diverses sales de joc (Casino de l'Arrabassada, Cercle del Liceu, Casino Internacional Tibidabo, Reial Cercle Artístic, Principal Palace…). Amb l'arribada de la democràcia van obrir-se tres casinos a Catalunya: Casino de Lloret de Mar, Gran Casino de Barcelona (a Sant Pere de Ribes) i el Casino Castell de Peralada. L'estiu de 1999, es va traslladar el casino de Barcelona al seu nou emplaçament al soterrani de l'Hotel Arts. L'octubre del 2005 va inaugurar-se el Casino de Tarragona.
El primer casino de joc legal de Catalunya va ser el de Lloret, que es va inaugurar el 24 d'octubre de 1978. Després d'haver funcionat durant cinc anys com una sala annexa del casino de Peralada, l'antic casino de Lloret tancà definitivament les portes l'estiu del 2010. Un nou centre lúdic s'inaugurà al mateix municipi el mes de juliol d'aquest any.

### Casinos de joc actius
Aquests són els casinos de joc actius als territoris de parla catalana.
- Gran Casino de Barcelona
- Casino de Peralada
- Casino de Tarragona
- Casino Costa Brava (Lloret)
- Casino d'Amelie les Bains (Els Banys d'Arles)
- Casino Argeles sur Mer (Argelers)
- Casino Canet en Roussillon (Canet de Rosselló)
- Casino Colliure (Cotlliure)
- Casino Font Romeu (Font-romeu)
- Casino Le Lydia (El Barcarès)
- Casino Le Boulou (El Voló)
- Casino Saint-Cyprien (Sant Cebrià de Rosselló)
- Casino Vernet les Bains (Vernet)
- Gran Casino de Mallorca (Calvià)
- Casino Marítim (Maó)
- Casino de Eivissa (Eivissa)
- Casino Monte Picayo (Puçol)
- Casino Gandia Palace
- Casino Cirsa Valencia
- Casino Mediterraneo (Torrevella)
- Casino Mediterraneo (Alacant)
- Gran Casino de Castellón - Puerto Azahar (Grau de Castelló)
- Casino Peñíscola - Costa Azahar (Peníscola)

### Jocs de casino
Els casinos de joc poden oferir dos tipus de joc:
- Jocs de contrapartida –també anomenats de banca-. Enfronten un representant del casino –crupier- contra la resta de jugadors. Les lleis de la probabilitat donen un marge d'avantatge a la banca.
  - Ruleta
  - Blackjack.
  - Punt i banca
  - Pòquer caribeny
  - Craps.
  - Trenta i quaranta.
- Jocs de cercle. Són jocs d'atzar o envit on els punts juguen entre ells. El casino cobra una comissió del guanyador.
  - Chemin-de-fer.
  - Pòquer sintètic.
  - Texas Hold'em.
  - Pai gow.

## Jocs d'atzar en línia
Aquest és qualsevol tipus de jocs d'atzar que es duen a terme a Internet. Això inclou pòquer virtual, casinos, apostes esportives i salons de totalitzador. El primer establiment de joc en línia obert al públic va ser les entrades per a la Loteria Internacional de Liechtenstein a l'octubre de 1994.
En una revisió de 2015, es van trobar evidències d'un nivell més alt de malalties mentals associades i un ús més alt de substàncies psicoactives entre els jugadors en línia en comparació amb aquells que no juguen a Internet. No obstant això, la relació causa-efecte no s'ha establert, i la revisió postula que poden existir diferències entre els grups de jugadors amb problemes a Internet i a terra.
Els salons de totalitzadors en línia representen un enfocament alternatiu als jocs d'atzar en línia, proporcionant una plataforma per a jocs d'estil de casino en jurisdiccions on els jocs d'atzar tradicionals en línia es troben amb restriccions legals. Aquestes plataformes es caracteritzen per un model de sortejos de premis, que les distingeix dels casinos en línia estàndard, permetent als usuaris participar en jocs sense apostes directes amb diners reals.
Molts casinos en línia i empreses de jocs prefereixen basar-se en paradisos fiscals a prop dels seus mercats principals. Aquestes destinacions inclouen Gibraltar, Malta i Alderney a Europa, i a Àsia la regió administrativa especial de Macau ha estat considerada durant molt temps com un paradís fiscal i una base coneguda per a operadors de jocs d'atzar en la regió. No obstant això, el 2018 la UE va excloure Macau de la seva llista de paradisos fiscals, inclosa en la llista negra.